# 임정기
임정기(1950년 4월 10일 ~ )는 대한민국의 교수이자 의사이다.

## 출신 학교
- 서울고등학교
- 서울대학교 의과대학 학사
- 서울대학교병원 방사선과 전공의 과정 수료(전문의)
- 서울대학교 대학원 의학 박사

## 주요 경력
- 1983년 5월 ~ 1985년 10월 : 서울대학교 의과대학 영상의학교실 전임강사
- 1985년 10월 ~ 1990년 3월 : 서울대학교 의과대학 영상의학교실 조교수
- 1989년 ~ 1997년 : 흉부방사선연구회 회장
- 1990년 4월 ~ 1995년 4월 : 서울대학교 의과대학 영상의학교실 부교수
- 2000년 ~ 2002년 : 서울대학교 의과대학 연구부학장
- 2000년 6월 ~ 2002년 4월 : 서울대학교 연구위원회 위원
- 2000년 ~ 2003년 : 대한의학회 학술진흥이사
- 2002년 4월 ~ 2004년 4월 : 서울대학교 의과대학 연구연수위원회 위원장
- 2004년 ~ 2007년 : 서울대학교병원 진료부원장
- 2008년 ~ 2011년 : 서울대학교 의과대학 학장, 한국의과대학·의학전문대학원장협회 이사장
- 2009년 ~ 2010년 : 의·치의학교육제도개선위원회 위원
- 2010년 ~ 2012년 : 한국의학교육협의회 회장
- 1995년 4월 ~ 현재 : 서울대학교 의과대학 영상의학교실 교수
- 2011년 12월 ~ 2014년 : 서울대학교 연구부총장
- 2013년 ~ 현재 : 대한민국의학한림원 부회장

## 수상 경력
- 유한학술상 본상, 서울시의사회(1990년)
- Cum Laude Award, Radiological Society of North America(1992년, 1998년)
- Editor’s Recognition Award with Special Distinction, Radiology(2002년, 2003년, 2004년)

## 논문
- 국제학술 DB(Pubmed) 등재학술지 논문 208편을 게재